# Richard Street
Richard Allen Street (Detroit, 5 oktober 1942 – Las Vegas, 27 februari 2013) was een Amerikaanse soulzanger. Richard Street is het meest bekend als lid van de soul- en R&B-groep The Temptations, waar hij Paul Williams verving.

## The Distants
Street werd geboren in Detroit en ontmoette daar in zijn tienerjaren voor het eerst zijn verre neef Melvin Franklin, die vanuit het zuiden van de Verenigde Staten naar Detroit verhuisde in de jaren vijftig en bij Street kwam wonen. Naast dat Street een passie had voor sport, zo droomde hij er in zijn jeugd van om in de NBA of Major League te spelen, had hij ook een passie die hij samen met zijn neef deelde. Zowel hij als Franklin hielden van muziek, in het bijzonder van zingen. Tijdens schooltijd, toen hij een relatie had met Diana Ross, zong Street duetten met zijn klasgenootje en latere Motown-ster Mary Wells. Hij wilde echter zijn eigen groep hebben en had daar in ieder geval Franklin al als basszanger voor. Daarom richtte hij een groep genaamd The Distants op, waar naast hem en Franklin ook Otis Williams, Elbridge Bryant en James "Pee Wee" Crawford deel van uitmaakten. Williams werd de leider van de groep, daarom werd de officiële naam van de groep ook Otis Williams & The Distants, maar Street was de leadzanger. De groep kreeg een contract aangeboden in 1959 door Johnnie Mae Matthews van Northern Records, een kleine platenmaatschappij uit Detroit. In 1960 had de groep een succesvolle lokale hit met het nummer "Come On". Street was echter onzeker over de toekomst van zijn groep en toen zijn toenmalige vriendin hem vertelde dat ze zwanger van hem was besloot hij de groep te verlaten en een baan te zoeken. Na een tijd bleek het echter een leugen te zijn en richtte hij The Distants opnieuw op. Franklin, Williams en Bryant hadden toen echter al een nieuwe groep gevormd, samen met Paul Williams en Eddie Kendricks, die The Temptations zouden gaan heten.

## The Monitors
De nieuwe versie van The Distants bleek geen succes te zijn. Daarom stopte hij met de groep en ging werken bij Motown, het grootste platenlabel van Detroit. Daar werd hij gebruikt als achtergrondzanger tijdens opnames. In 1964 besloot hij echter opnieuw een groep op te richten. Eerst kreeg de groep de naam "The Majestics", maar Motown kwam erachter dat die al door een band gebruikt werd. Daarom moest de naam veranderd worden. Dit keer kreeg de groep de naam "The Monitors" en maakten, naast Street, ook Sandra Fagin, John Fagin en Warren Harris deel van de groep uit. Net als bij The Distants was Street ook van deze groep de leadzanger. De eerste single die de groep uitbracht was het nummer "Say You". Dit nummer was ook opgenomen door The Temptations, waar David Ruffin lead op zong. De grootste hit van de groep was een cover van het nummer "Greetings (This Is Uncle Sam)". Dit nummer werd voor het eerst in 1961 uitgebracht door The Valadiers. Het onderwerp van het nummer is dat veel Amerikaanse destijds gedwongen werden deel te nemen aan de Vietnamoorlog. De versie van The Monitors bereikte de #21 positie op de R&B-lijsten. Na "Greetings (This Is Uncle Sam)" bracht de groep nog een aantal singles uit, waaronder het nummer "The Further You Look, The Less You See" wat een cover van The Temptations was, maar geen daarvan waren succesvol. Vlak voordat de groep ontbonden werd, bracht Motown nog een album van de groep, genaamd "Greetings! We're The Monitors", uit. Hierna ging de groep uit elkaar.

## The Temptations
Sinds 1968 kwamen er strubbelingen binnen de meest succesvolle mannengroep van Motown, The Temptations. David Ruffin werd datzelfde jaar nog vervangen door Dennis Edwards en een jaar later kreeg Paul Williams serieuze alcoholproblemen. Daarnaast had Williams steeds meer last van zijn ziekte, sikkelcelanemie. Hierdoor was Williams steeds minder vaak in staat om goed te kunnen zingen bij de optredens van de groep. Daardoor spraken The Temptations met Street af dat hij mee toerde met de groep om, als Paul Williams niet in staat was zelf te zingen, zijn partijen backstage in te zingen, terwijl Williams dan zou playbacken. Overigens datzelfde jaar, 1969, trouwde Street met Carolynn Gill. Zij was de leadzangeres van The Velvelettes, een andere groep die bij Motown toen onder contract stond. In 1983 scheidde het echtpaar, een huwelijk kwam ten einde waaraan hij één kind aan overhield.
In 1971 verliet Eddie Kendricks The Temptations en ietwat later volgde zijn jeugdvriend Paul Williams hem, omdat hij door zijn ziekte toentertijd helemaal niet meer in staat was op te treden. Street werd toen de vervanger van Williams en zong voor het eerst na tien jaar weer in groepsverband met Otis Williams en Melvin Franklin. De eerste single waarop Street als lid van The Temptations te horen was, was het nummer "Superstar (Remember How You Got Where You Are)". Meteen op dat nummer zong hij al zijn eerste leadpartij. Het meest beroemd werd hij echter als een van de leadzangers van het nummer "Papa Was A Rollin' Stone". Dit nummer werd een #1 hit op de poplijst en won drie Grammy's. Hierna was Street onder andere nog als leadzanger te horen op de nummers: "Hey Girl (I Like Your Style)" en "Masterpiece".
Richard Street bleef tot en met 1995 deel uitmaken van The Temptations. Toen verliet hij de groep, omdat hij het familiegevoel van The Temptations verloren had. Zo was Otis Williams boos op Street toen hij een optreden gemist had, terwijl hij zeventien nierstenen in het ziekenhuis moest laten verwijderen.

## Latere leven
Na zijn vertrek bij The Temptations richtte hij zijn eigen, op de Temptations-gebaseerde groep, op. Daarmee toert hij nog steeds mee rond. Daarnaast zingt hij af en toe mee met de groep van ex-Temptation Damon Harris. In 2000 kwam Street bijna ter overlijden door een bloedprop in zijn long. Hij wist dit echter op het nippertje te overleven. Volgens zijn site begon Street met het schrijven van een biografie over The Temptations.

## Discografie

### The Distants
- 1959: "Come On"
- 1960: "Open Your Heart"

### The Monitors
- 1965: "Say You"
- 1966: "Greetings (This Is Uncle Sam)" (#21 R&B, #100 pop)
- 1966: "Since I Lost You Girl"
- 1968: "Bring Back The Love"
- 1968: "Step By Step (Hand In Hand)"

### Nummer met The Temptations waarop Richard Street lead zingt
- 1971: "Superstar (Remember How You Got Where You Are)" (#8 R&B, #18 pop)
- 1972: "Take A Look Around" (#10 R&B, #30 pop)
- 1972: "Papa Was A Rollin' Stone" (#5 R&B, #1 pop)
- 1973: "Masterpiece" (#1 R&B, #7 pop)
- 1973: "Plastic Man" (#8 R&B, #40 pop)
- 1973: "Hey Girl (I Like Your Style)" (#2 R&B, #35 pop)
- 1973: "Law Of The Land"
- 1974: "Heavenly" (#8 R&B, #43 pop)
- 1975: "Glasshouse" (#9 R&B, #37 pop)
- 1980: "Power" (#11 R&B, #43 pop)
- 1980: "Take Me Away" (#69 R&B)
- 1992: "Hoops Of Fire" (#68 R&B)

- Library of Congress Control Number: n2010069770
- MusicBrainz: dadf7f8b-bbc1-4057-84c2-93867224f35d
- Virtual International Authority File: 137451474
- WorldCat: E39PCjwBRmG3RBh7WYpMCdFR8C